# Église de Saïda
L'église de Saïda, située dans la ville d'Essaida en Tunisie, est une église catholique construite en 1928 pendant le protectorat français. Cédée au gouvernement tunisien en 1964, elle abrite désormais un dispensaire.

## Historique de l'église
À partir de 1904, la petite annexe de Saïda est desservie par les prêtres de la paroisse de La Manouba. Le premier d'entre eux, l'abbé Vidal, s'y rend tous les quinze jours pour y dire la messe. Mais il a également à sa charge les annexes de Séjoumi, Le Bardo, Oued Ellil et Saint-Cyprien.
L'augmentation de la population chrétienne justifie la création de la paroisse du Bardo en 1914. L'annexe de Saïda lui est rattachée en 1923. On y compte alors 617 chrétiens qui peuvent assister à l'office tous les dimanches dans un lieu de culte provisoire, en attendant l'édification de l'église souhaitée par tous les fidèles.
L'archevêché se décide à acquérir un terrain via sa société civile, La Tunisienne. Déjà concepteur des églises de Bellevue et de Saint-Germain, l'architecte Claude Chandioux est chargé de dessiner les plans. Contrairement à ces deux derniers édifices de style romano-art déco, il imagine un édifice de style néo-roman comme il le fera quelques années plus tard pour l'église Sainte-Thérèse-de-l'Enfant-Jésus d'El Aouina. Construite en 1928 et surmontée d'un clocher-arcade, l'église ne comporte qu'une nef sans transept, ce qui est le cas de la plupart des églises tunisiennes.

## Bâtiment après l'indépendance
L'indépendance de la Tunisie en 1956 et la nationalisation des propriétés européennes le 12 mai 1964 provoquent le départ d'une grande partie de la population européenne.
L'église est finalement fermée à l'occasion du modus vivendi signé entre le gouvernement tunisien et le Vatican le 10 juillet 1964. Le bâtiment est cédé gratuitement avec l'assurance qu'il ne sera utilisé qu'à des fins d'intérêt public compatibles avec son ancienne destination.
Il abrite désormais un dispensaire.